# Monti Phu Phan

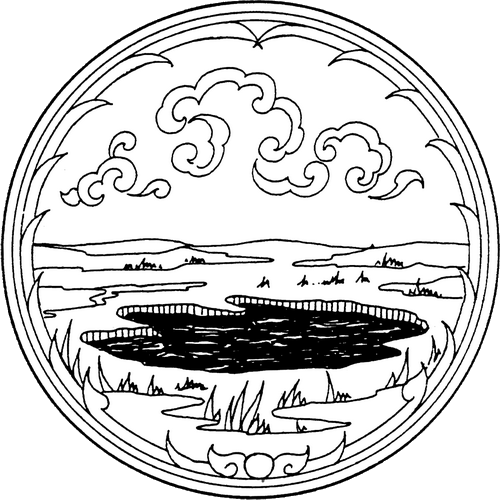
Sagoma dei monti Phu Phan sullo stemma provinciale di Kalasin

I monti Phu Phan (in thailandese ทิวเขาภูพาน, RTGS: Thio Khao Phu Phan, pronuncia IPA: tʰīw kʰǎw pʰūː pʰāːn) sono una catena montuosa situata sull'altopiano di Korat, nella regione dell'Isan della Thailandia.
Una stilizzazione dei monti Phu Phan è presente nello stemma della provincia di Kalasin, della quale formano il confine settentrionale.

## Etimologia
Il nome della catena deriva dalla forma piatta delle sommità dei suoi rilievi, che ricordano i phan, tradizionali vassoi thailandesi posti su un piedistallo. Phu è il termine montagna usato in lingua isan e in lingua lao, mentre nel sud e nel centro del Paese si usa il termine khao e nel nord doi.

Mappa dell'Isan, i monti Phu Phan si trovano nella zona a nord-est

## Geografia
I monti Phu Phan si sviluppano tra nord-ovest e sud-est nella zona centro-nordorientale dell'altopiano e lo dividono nei due bacini di Sakon Nakhon a nord e quello maggiore di Khorat a sud. Non sono prominenti e dominano le province nel nord e nell'est dell'Isan di Khon Kaen, Nong Bua Lamphu, Udon Thani, Sakon Nakhon, Nakhon Phanom, Kalasin, Roi Et, Maha Sarakham e Mukdahan. 
La cima più elevata	è il Phu Lang Ka con i suoi 641 m s.l.m. e si trova nella provincia di Nakhon Phanom. Tra le altre cime più elevate figurano il Phu Mai Hia (624 m) in provincia di Mukdahan e il Phu Langka Nuea (563 m) in provincia di Nakhon Phanom.

## Ecologia
I monti Phu Phan sono una delle zone della Thailandia maggiormente colpite dal diboscamento illegale degli alberi di Phayung, il palissandro del Siam. Nonostante questa specie sia protetta nel Paese, il taglio e la vendita illegale hanno proceduto senza sosta nelle zone montane e nelle aree protette. Il legno di queste piante ha un grande valore commerciale in Thailandia e In Cina, dove viene utilizzato nell'industria dei mobili. Le colline sono in gran parte disboscate con alcune macchie di caducifoglie miste rimaste in alcune zone.

## Luoghi di interesse
All'interno o nei pressi della catena vi sono:
- Palazzo reale Phu Phan, residenza di re Rama IX e della famiglia reale durante i viaggi nella zona, si trova lungo la strada tra Kalasin e Sakon Nakhon.[8]
- Diga del Nam Un, inaugurata nel 1974 sul fiume Nam Un nel distretto di Phang Khon della provincia di Sakon Nakhon, importante per l'agricoltura e per ridurre le inondazioni del Nam Un e di altri fiumi locali.[9]
- Lago di Nong Han, il più grande lago naturale della regione, situato nei pressi di Sakon Nakhon
- Phra That Phu Pek, rovine di un chedi khmer risalente all'XI secolo.

### Aree protette
La zona dei monti Phu Phan comprende parchi nazionali e altre aree protette:
- Parco nazionale Phu Phan[12]
- Parco nazionale Phu Wiang
- Parco forestale Than Ngam
- Parco forestale Kosam Phi
- Parco nazionale Nam Phong
- Parco forestale Phu Faek
- Parco nazionale Phu Kao–Phu Phan Kham
- Parco nazionale Phu Pha Lek
- Parco nazionale Huai Huat
- Parco forestale Phu Phra Bat Buabok